# Baptemys
Baptemys Leidy, 1870 è un rettile estinto, appartenente ai cheloni. Visse nell'Eocene inferiore - medio (circa 55 - 42 milioni di anni fa) e i suoi resti fossili sono stati ritrovati in Nordamerica.

## Descrizione
Questo animale assomigliava molto all'odierna dermatemide, e come quest'ultima doveva raggiungere dimensioni ragguardevoli: si stima che potesse superare i 60 centimetri di lunghezza e i 20 chilogrammi di peso. Baptemys possedeva un carapace allungato e una carena nel mezzo del dorso ben distinta. Lungo il carapace inferiore (piastrone) erano inoltre presenti quattro scudi inframarginali e tre scudi golari. Tutte queste caratteristiche permettono di distinguere i fossili di Baptemys da quelli di altre tartarughe dell'Eocene americano, come Echmatemys.

## Paleobiologia
Come la forma attuale Dermatemys, si suppone che anche Baptemys fosse una tartaruga semiacquatica che viveva in fiumi e laghi, e che si cibava di vegetali acquatici. 

## Tassonomia
La specie tipo del genere è Baptemys wyomingensis, i cui fossili migliori sono stati ritrovati nella formazione di Green River, nello Wyoming. Altre specie appartenenti a questo genere sono B. garmanii, descritta da Edward Drinker Cope nel 1872, e B. tricarinata e B. fluviatilis descritte da Hay nel 1908. Tutte queste specie sono state ritrovate nella zona occidentale del Nordamerica. 
Baptemys è stata tradizionalmente considerata molto vicina all'origine dell'attuale dermatemide (Dermatemys mawii) dell'America Centrale. Queste due forme, insieme ad altre meno conosciute, rappresentano la famiglia dei dermatemididi, un gruppo di tartarughe dalle caratteristiche peculiari, a volte incluse nel gruppo dei testudinoidi. Una descrizione dettagliata dei fossili di Baptemys ha permesso di confermare non solo una stretta parentela con Dermatemys, ma anche con la famiglia Kinosternidae, un gruppo di tartarughe dalla morfologia piuttosto differente (Knauss, 2006). Ulteriori studi hanno confermato i risultati di questa analisi (Knauss et al., 2011).